# COMEBA Cup 2019
Der COMEBA Cup 2019 fand als Badminton-Mittelmeermeisterschaft vom 4. bis zum 5. September 2009 in Larnaka statt. 

## Medaillengewinner
| Disziplin    | Gold                                    | Silber                                   | Bronze                              |
| ------------ | --------------------------------------- | ---------------------------------------- | ----------------------------------- |
| Herreneinzel | Maxim Grinblat                          | Rotem Mogilner                           | Rafail Kiosses                      |
| Herreneinzel | Maxim Grinblat                          | Rotem Mogilner                           | Georgios Tsiolis                    |
| Dameneinzel  | Grammatoula Sotiriou                    | Yuval Pugach                             | Ioanna Pissi                        |
| Dameneinzel  | Grammatoula Sotiriou                    | Yuval Pugach                             | Ahmed Youssri Nour                  |
| Herrendoppel | Maxim Grinblat Rotem Mogilner           | Antonis Adamou Orestis Pissis            | Mahmoud Aly Mahmoud Mahmoud         |
| Herrendoppel | Maxim Grinblat Rotem Mogilner           | Antonis Adamou Orestis Pissis            | Christos Hailis Rafail Kiosses      |
| Damendoppel  | Theodora Lamprianidou Vasilika Alkistis | Ahmed Youssri Nour Shawky Youmna Mohamed | Noa Buller Yuval Pugach             |
| Mixed        | Orestis Pissis Ioanna Pissi             | Maxim Grinblat Yuval Pugach              | Rafail Kiosses Grammatoula Sotiriou |
| Mixed        | Orestis Pissis Ioanna Pissi             | Maxim Grinblat Yuval Pugach              | Mahmoud Mahmoud Ahmed Youssri Nour  |